# Basketball in Russland
Basketball ist in Russland eine beliebte Mannschaftssportart. Die Nationalmannschaften von Russland und insbesondere früher der Sowjetunion zählen zu den erfolgreichsten Basketballmannschaften überhaupt.

## Nationale Basketballwettbewerbe
Der russische Basketball Meister wurde bis zur Saison 2008/09 in der Basketball-Superleague (Russland) ermittelt. Nach einem Bestechungsskandal traten die 10 besten russischen Klubs der neu gegründeten Professionalnaja Basketbolnaja Liga bei. Der russische Basketball-Verband übertrug der neuen Liga für drei Jahre das Recht den russischen Meister zu ermitteln. Ab der Saison 2013/14 wird der russische Meister in der VTB United League unter den 9 teilnehmenden russischen Mannschaften ermittelt, die seit der Saison 2009/2010 als private Liga besteht. Daneben besteht weiterhin die Superleague 1 Russland mit 14 Mannschaften als die zweithöchste Spielklasse. Die Superleague 2 ist die dritthöchste Liga und besteht aus insgesamt 14 Mannschaften in den Divisionen.
 Bei den Frauen wird die Meisterschaft in der Premier-Liga mit insgesamt 11 Mannschaften ausgespielt. Als untere Klassen existieren die Superliga 1 der Frauen mit 9 und die Superliga 2 mit 10 Mannschaften.
 Neben diesen Wettbewerb wird der russische Basketballpokal ausgespielt an dem die Teilnahme für die Profi-Klubs freiwillig ist. Golden Basket ist ein Wettbewerb, der 2004 und 2005 ausgespielt wurde. Dabei spielen Russischer Meister gegen Russischen Pokalsieger. Alle obigen Angaben haben den Stand der Saison 2017/18.

## Erfolge der Nationalmannschaften
Die Nationalmannschaften der Sowjetunion und von Russland gehören zu den erfolgreichsten Nationalmannschaften der Welt. Die erfolgreichste Zeit war vor dem Zerfall der Sowjetunion 1991, als der Sport allgemein in der Sowjetunion eine höhere politische Bedeutung besaß. Auf diese Zeit fielen mehrere Olympia-, WM- und EM-Siege. Die Erfolge der russischen Nationalmannschaft nach 1991 wurden seltener. Im Juli 2015 wurden die Nationalmannschaften Russlands wegen Verbandsstreitigkeiten von allen internationalen Wettbewerben ausgeschlossen. Diese Suspendierung wurde nur wenige Monate später wieder aufgehoben.

### Weltmeisterschaften

#### Nationalmannschaft der Männer
Medaillenspiegel:
- Goldmedaillen: 3
  - Sowjetunion: 1967, 1974, 1982
- Silbermedaillen: 5
  - Sowjetunion: 1978, 1986, 1990
  - Russland: 1994, 1998
- Bronzemedaillen: 3
  - Sowjetunion: 1963, 1970

Mit insgesamt 10 Medaillen liegt die Nationalmannschaft von Russland/Sowjetunion gleichauf mit dem Team der USA auf Platz zwei im WM-Medaillenspiegel hinter Serbien/Jugoslawien.

#### Nationalmannschaft der Frauen
Medaillenspiegel:
- Goldmedaillen: 6
  - Sowjetunion: 1959, 1964, 1967, 1971, 1975, 1983
- Silbermedaillen: 5
  - Sowjetunion: 1957, 1986
  - Russland: 1998, 2002, 2006
- Bronzemedaillen: -

Mit insgesamt 11 Medaillen liegt die Frauennationalmannschaft aus Russland/Sowjetunion gleichauf mit dem Team der USA auf Platz eins im WM-Medaillenspiegel.

### Olympische Spiele

#### Nationalmannschaft der Männer
Medaillenspiegel:
- Goldmedaillen: 2
  - Sowjetunion: 1972, 1988
- Silbermedaillen: 4
  - Sowjetunion: 1952, 1956, 1960, 1964
- Bronzemedaillen: 4
  - Sowjetunion: 1968, 1976, 1980
  - Russland: 2012

#### Nationalmannschaft der Frauen
Medaillenspiegel:
- Goldmedaillen: 2
  - Sowjetunion: 1976, 1980
  - GUS: 1992
- Silbermedaillen: keine
- Bronzemedaillen: 1
  - Sowjetunion: 1988
  - Russland: 2004, 2008

Im Gesamtspiegel der olympischen Basketballturniere liegt die Mannschaft aus Russland/Sowjetunion auf Platz 2 hinter USA.

### Europameisterschaften

#### Nationalmannschaft der Männer
Medaillenspiegel:
- Goldmedaillen: 15
  - Sowjetunion: 1947, 1951, 1953, 1957, 1959, 1961, 1963, 1965, 1967, 1969, 1971, 1979, 1981, 1985
  - Russland: 2007
- Silbermedaillen: 4
  - Sowjetunion: 1975, 1977, 1987
  - Russland: 1993
- Bronzemedaillen: 3
  - Sowjetunion: 1955, 1973, 1983, 1989
  - Russland: 1997, 2011

Mit insgesamt 25 Medaillen führt die Nationalmannschaft von Russland/Sowjetunion deutlich im EM-Medaillenspiegel vor Serbien/Jugoslawien.

#### Nationalmannschaft der Frauen
Medaillenspiegel:
- Goldmedaillen: 24
  - Sowjetunion: 1950–1956 (4×), 1960–1991 (17×)
  - Russland: 2003, 2007, 2011
- Silbermedaillen: 4
  - Sowjetunion: 1958
  - Russland: 2001, 2005, 2009
- Bronzemedaillen: 2
  - Russland: 1995, 1999

Mit insgesamt 30 Medaillen führt die Nationalmannschaft von Russland/Sowjetunion deutlich im EM-Medaillenspiegel vor Tschechien. Dabei gewannen die Frauen aus der Sowjetunion bis auf eine Ausnahme (1958) alle EM-Turniere von 1950 bis 1991. Nur einmal (1997) kam die Mannschaft aus Russland nicht unter die ersten drei.

## Erfolge der Vereinsmannschaften

### Männer
Nach Italien und Spanien gehört Russland zu den erfolgreichsten europäischen Nationen im Vereinsbasketball. Insgesamt wurden von sieben verschiedenen Clubs 21 Mal unterschiedliche europäische Pokale gewonnen. Dabei sticht der russische Rekordmeister ZSKA Moskau mit sechs gewonnenen Landesmeister bzw. Euroleague-Titel besonders heraus.

#### Europapokal der Landesmeister
- ZSKA Moskau (4×): 1961, 1963, 1969, 1971

#### Europapokal der Pokalsieger
- Spartak Leningrad (2×): 1973, 1975

#### EuroLeague
- ZSKA Moskau (3×): 2006, 2008, 2016

#### ULEB Cup
- BK Chimki: 2012, 2015
- Dynamo Moskau: 2006
- UNICS Kasan: 2011
- Lokomotive Kuban: 2013

#### FIBA EuroCup/EuroChallenge
- UNICS Kasan: 2004
- BK Dynamo Sankt Petersburg: 2005
- Krasnye Krylja Samara: 2013

#### FIBA EuroCup Challenge
- Ural Great Perm: 2006
- ZSK WWS Samara: 2007

### Frauen
Bei den Frauen gehören zwei russische Teams zu Top-Clubs in Europa. So gewann der UGMK Jekaterinburg zwei Mal die Euroleague Women. Seinem Rivalen Sparta&K Widnoje gelang dieser Erfolg viermal in Folge.

#### Euroleague Women
- Sparta&K Widnoje: 2007, 2008, 2009, 2010
- UGMK Jekaterinburg: 2003, 2013, 2016
- ZSKA Samara: 2005
- Dynamo Kursk: 2017

#### EuroCup Women
- Dynamo Moskau: 2007, 2013, 2014
- Baltijskaja Swesda Sankt Petersburg: 2004
- Sparta&K Widnoje: 2006
- Dynamo Kursk: 2012